# レー (詩形)
レー（仏語：lai、複数形lais）は、13世紀から14世紀後半にかけてアルプス以北のヨーロッパで作曲された歌曲（または歌詞）の形式のこと。中世のフランスで成立し、ドイツに入って「ライヒ（独語：Leich）」と呼ばれた。中世プロヴァンスにはデスコルト（descort ）と呼ばれる、レーに非常によく似た詩形がある。

## レー
レーの詩形は、通常いくつかのスタンザからなるが、各連が同じ形式を取ることはない。結果として音楽には反復がなくなる。この特徴ゆえに、レーを他の同時期の音楽的に重要な詩形（たとえばロンドーやバラード）と見分けることは容易である。14世紀においてレーの発展が終わるまでには、スタンザの反復されるレーも数例見受けられるようになったが、あくまで長詩において見られるに過ぎない。レーの末期の例として、アジャンクールの戦いにおけるフランス軍の敗走を偲んだ、ピエール・ド・ネソンによる『戦いのレー（Lay de la guerre）』（1415年）があげられるが、その旋律は伝承されていない。
『フォーヴェル物語』には4つのレーが存在し、いずれも作者不詳である。これらのレーは、文学的にも音楽的にも、ギヨーム・ド・マショーの作品と同じ高みに到達している。このほかに、14世紀アルス・ノヴァの作曲家による別々の19例が現存しており、そのいずれもが、最も洗練され、かつ高度に発達した世俗歌曲に数えることができる。

### 主要なレー作家
- アイメリック・デ・ペギヤン
- シャルル・ダンジュー
- ゴーティエ・ド・コワンシ
- ギヨーム・ド・マショー
- フィリップ・ド・ヴィトリ（伝承による。真作か否か不明）
- マリー・ド・フランス

- タンホイザー

## ブルターニュのレー（Breton lai）
あるいは「語りのレー (narrative lay) 」とも呼ばれる。中世フランス語や古英語による恋愛文学の形式をさす。レーは恋愛や騎士道を扱った韻文で、短く（600～1000文）、しばしば超自然的な、ケルト風の妖精の世界のモチーフが含まれている。
文章として残された最古の「語りのレー」は、おそらく『マリー・ド・フランスのレー』であろう。おそらくこれは、12世紀後半から13世紀初頭にイングランドに過ごしたフランスの女性詩人マリー・ド・フランスによって、1170年代に構成されたと考えられている。彼女のレーや、13世紀フランスのいくつかの無名のレーにおける記述から、初期のレーがケルト起源であり、文体においてはより叙情的でブルターニュのミンストレルが口ずさんだことがうかがわれる。これらブルターニュの「叙情的なレー」は、一つとして現存していないが、歌曲のレーに道を開いたそれらの要約によって紹介され、なおかつ「語りのレー」の基礎となった。
古フランス語のレー21篇を13世紀に古ノルド語に散文訳した『ストレングレイカル』は、マリー・ド・フランスのレーの翻案が主とした集成であるが、そのうち『浜辺のレー』(Strandar Lióð, Strandar Strengleikar)など四篇については、元のフランス語作品は判明していない（あるいは現存していない）。
ブルターニュで書かれた最初のレーは、中世フランスのさまざまな方言に置き換えられ、13世紀から14世紀には中世英語によっても再構成された。

## 参照項目
- ヴィルレー